# Стокард Ченинг
Стокард Ченинг (енгл. Stockard Channing) америчка је глумица, рођена 13. фебруара 1944. године у Њујорку (САД).